# Consiglio Internazionale degli Infermieri
L'International Council of Nurses (ICN) è una federazione internazionale fondata nal 1899, che congloba al suo interno oltre 130 associazioni infermieristiche nazionali. Ha sede a Ginevra, Svizzera.
Gli obiettivi dell'organizzazione sono riunire le organizzazioni di infermieri in un unico corpus; promuovere le condizioni socio-economiche degli infermieri; valorizzare la professione infermieristica nel mondo; influenzare la politica sanitaria mondiale. L'iscrizione è limitata ad una singola organizzazione infermieristica per nazione, solitamente l'associazione nazionale degli infermieri.
Il consiglio internazionale degli infermieri sponsorizza la giornata internazionale dell'infermiere, che cade il 12 maggio (anniversario della nascita di Florence Nightingale).